# Cerca de tu casa
Cerca de tu casa is een Spaanse film uit 2016, geregisseerd door Eduard Cortés.

## Verhaal
Een jong stel met een dochter van 10 jaar oud, kan de hypotheek niet meer betalen en wordt gedwongen naar het huis van de ouders van de vrouw te verhuizen. De situatie wordt nog lastiger wanneer de bank beslag wil laten leggen op het huis.

## Rolverdeling
| Acteur            | Personage |
| ----------------- | --------- |
| Sílvia Pérez Cruz | Sònia     |
| Adriana Ozores    | Mercedes  |
| Ivan Massagué     | Dani      |
| Manuel Morón      | Martín    |
| Oriol Vila        | Pablo     |
| Ivan Benet        | Jaime     |
| Carla Fabregat    | Andrea    |
| Lluís Homar       | Tomás     |

## Ontvangst

### Prijzen en nominaties
Een selectie:
| Jaar | Evenement                       | Categorie                | Genomineerde                     | Resultaat   |
| ---- | ------------------------------- | ------------------------ | -------------------------------- | ----------- |
| 2017 | Premios Goya (31ste uitreiking) | Beste debuterend actrice | Silvia Pérez Cruz                | Genomineerd |
| 2017 | Premios Goya (31ste uitreiking) | Beste originele nummer   | Sílvia Pérez Cruz ("Ai, ai, ai") | Gewonnen    |